# توبياس بيرغر
توبياس بيرغر (بالألمانية: Tobias Berger)‏ هو لاعب كرة قدم نمساوي، ولد في 2 نوفمبر 2001 في Schwarzach im Pongau ‏ في النمسا. لعب مع نادي ليفيرينج.

## وصلات خارجية
- توبياس بيرغر على موقع قاعدة بيانات كرة القدم.إي يو (الإنجليزية)
- توبياس بيرغر على موقع عالم كرة القدم.نت (الإنجليزية)